# Capsiano

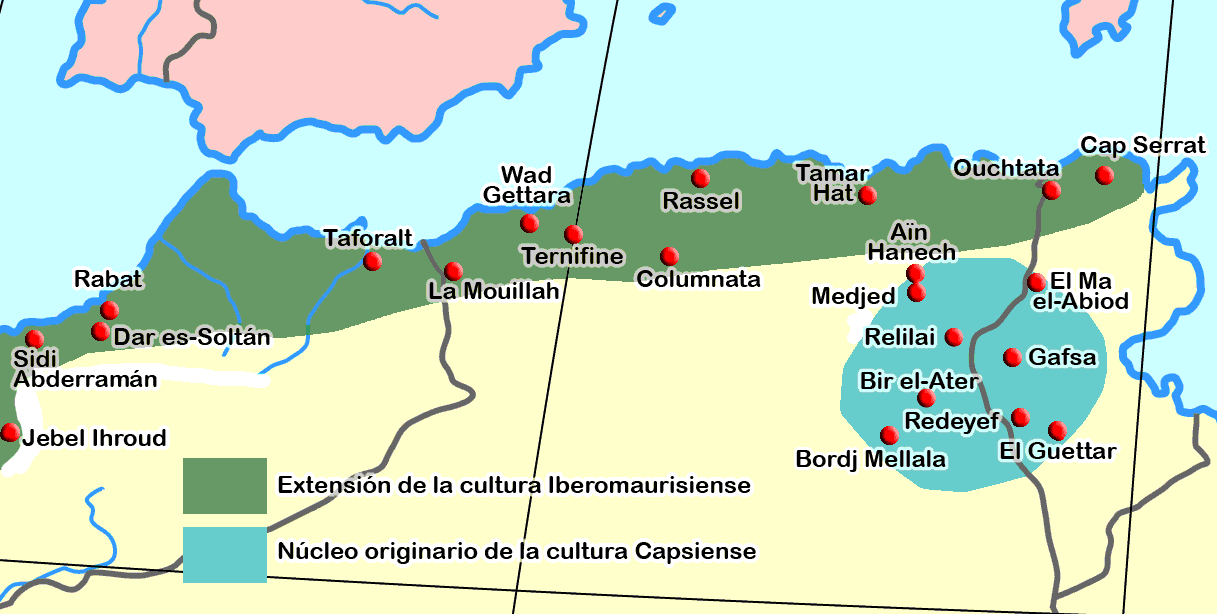
Mappa

Il capsiano (la cui denominazione rimanda a Capsa, il nome antico dell'odierna Gafsa) fu una cultura mesolitica del Nordafrica, che si può collocare, cronologicamente, tra il 10.000 e il 6000 a.C.

## La cultura capsiana
Essa è attestata nelle zone interne delle odierne Algeria e Tunisia, con possibili prolungamenti a ovest in Marocco e ad est in Cirenaica (Libia). Tradizionalmente viene diviso in due parti: il capsiano tipico, che secondo i primi studi veniva considerato più antico, e il capsiano superiore, che ne sarebbe stato una derivazione. Studi successivi hanno però dimostrato che i due tipi non si susseguivano cronologicamente ma spesso erano contemporanei, per cui la terminologia è in parte fuorviante. Ciononostante, per comodità si continuano ad utilizzare i due termini, che presentano il vantaggio di tenere comunque distinti due tipi abbastanza diversi: il capsiano tipico è caratterizzato da un'industria più voluminosa, ricca di lame e raschiatoi, mentre il capsiano superiore presenta una varietà molto maggiore di microliti geometrici.
Si usavano anche attrezzi d'osso, e si producevano oggetti decorati di vario tipo: gusci di uova di struzzo con disegni geometrici, usati come recipienti, oppure figurine di calcare a forma di animaletti o di conchiglie, una sorta di perline, probabilmente per fare collanine da usare come talismani. Una caratteristica dei siti capsiani è quella di essere spesso accompagnati da vasti cumuli di conchiglie (chiocciolai) (fr. escargotières, altrove si tende a usare il termine danese køkkenmøddinger o quelli inglesi shell middens, shell mounds) e depositi scuri di ceneri; alcuni all'interno di caverne, altri all'aria aperta. Spesso si trovano vicino ad una sorgente o ad un valico.
In questo periodo, il clima della regione era quello delle savane, analogo a quello dell'Africa orientale odierna, con foreste mediterranee a maggiori altitudini. L'alimentazione del capsiano comprendeva numerosi animali -alcuni oggi estinti nella regione- che andavano dagli uri e alcelafi a lepri e lumache; si conoscono poco le specie vegetali che venivano consumate.
Dal punto di vista anatomico, i capsiani (in senso molto lato) erano moderni Homo sapiens, classificati in due tipi "razziali" distinti: Mechta-Afalou e Proto-mediterranei. Vi è chi (come ad esempio Ferenbach 1985) ha ipotizzato che essi provenissero da oriente, mentre altri (per esempio Lubell et al. 1984) sostengono una continuità di popolamento, basandosi sulle caratteristiche fisiche degli scheletri.
Sembra che già agli inizi del capsiano facessero la loro comparsa le prime pecore e capre addomesticate.
Nulla si sa della religione dei capsiani, ma le modalità delle loro sepolture fano pensare alla credenza nell'aldilà. Nei loro siti si trovano diverse espressioni artistiche, compresi disegni parietali figurativi ed astratti, e si sa che ampio uso veniva fatto dell'ocra per tingere gli utensili ma anche il corpo. Vi è chi ha scorto in numerose manifestazioni di arte rupestre del Tassili n'Ajjer la raffigurazione di un uso di funghi allucinogeni da parte di sciamani; si tratta comunque di una teoria controversa. La pratica dell'avulsione degli incisivi attestata nell'Iberomaurusiano è continuata sporadicamente nel capsiano, ma si è fatta via via più rara.
I linguisti hanno spesso visto nella cultura capsiana quella che avrebbe apportato al Nordafrica la lingua degli antenati dei Berberi odierni.
Anche la cultura eburrana del XIII-VIII millennio a.C. nel Kenya viene chiamata "Capsiano del Kenya", a causa della somiglianza nella forma delle lamine di pietra; non è però ben chiaro se questa cultura sia effettivamente da collegare al capsiano del Nordafrica.

## Paleogenetica
Nel 2025, uno studio condotto da ricercatori dell'Università di Harvard ha analizzato il DNA antico di nove individui della tarda età della pietra provenienti dalla Tunisia e dall'Algeria. I risultati suggeriscono che gli abitanti del Nord Africa durante questo periodo fossero prevalentemente di origine  locale, simili alle popolazioni dell'età della pietra di Taforalt e Ifri N'Ammar in Marocco. Ciò indica un'ampia distribuzione geografica e temporale di una componente genetica distintiva della regione. 
Alcuni di questi genomi presentavano contributi dei primi agricoltori europei (~7.000 a.C.) e di gruppi levantini (~6.800 a.C.). Inoltre, un campione proveniente da Djebba, in Tunisia, ha rivelato un'ascendenza dai cacciatori-raccoglitori occidentali, risalente a circa 8.000 a.C., probabilmente dovuta alle migrazioni umane attraverso lo Stretto di Sicilia. Altri campioni provenienti dal Marocco hanno dimostrato contributi genetici minimi da parte di agricoltori europei o gruppi orientali, riflettendo un profilo genetico relativamente isolato rispetto all'Europa meridionale e ad altre parti del Mediterraneo.